# Rio Geamăna (Satu Nou)
O Rio Geamăna é um rio da Romênia, afluente do Homorod, localizado no distrito de Braşov.